# پاراناگاما
پاراناگاما (به لاتین: Paranagama) یک منطقهٔ مسکونی در سری‌لانکا است که در استان مرکزی (سری‌لانکا) واقع شده‌است.